# Brandweber
Der Brandweber (Euplectes nigroventris) auch Brand-Wida zählt innerhalb der Familie der Webervögel (Ploceidae) zur Gattung der Feuerweber (Euplectes).
Das Artepitheton kommt von lateinisch niger ‚schwarz‘ und lateinisch venter, ventris ‚Bauch‘.

## Merkmale
Der kleine, kurzschwänzige Brandweber ist 10 cm groß und 21–14 g schwer.
Das Männchen ist im Prachtkleid schwarz mit roter Kopfoberseite und rotem Nacken, aber ohne Halsband, im Schlichtkleid wie Weibchen und Jungtiere mit ockerbrauner Färbung, dunklen Streifen auf dem Rücken, hellgrauem Bauch und hellem gelbbraunen Überaugenstreif dem Oryxweber im Schlichtkleid sehr ähnlich, allerdings etwas kleiner.

## Verbreitung und Lebensraum
Brandweber leben entlang der Küste im Südosten Kenias, in Mosambik und Tansania sowie auf Sansibar und Pemba in Grasland sowie Ackerflächen bis 1000 m Höhe.

## Ernährung
Brandweber ernähren sich überwiegend von Grassamen, insbesondere von Hühnerhirsen (Echinochloa haploclada) und Guineagras (Megathyrsus maximus), Reis und Sorgumhirsen.

## Fortpflanzung
Die Brutzeit liegt in Kenia zwischen Mai und Oktober, in Sansibar zwischen Mai und Juli sowie möglicherweise erneut zwischen November und Dezember, in Tansania während des gesamten Jahres.

## Gefährdungssituation
Der Brandweber gilt als nicht gefährdet (Least Concern).